# Коломань
Коломань (пол. Kołomań) — село в Польщі, у гміні Заґнанськ Келецького повіту Свентокшиського воєводства.
Населення — 422 особи (2011).
У 1975—1998 роках село належало до Келецького воєводства.

## Демографія
Демографічна структура на день 31 березня 2011 року:
|          | Загалом | Допрацездатний вік | Працездатний вік | Постпрацездатний вік |
| -------- | ------- | ------------------ | ---------------- | -------------------- |
| Чоловіки | 206     | 44                 | 136              | 26                   |
| Жінки    | 216     | 39                 | 123              | 54                   |
| Разом    | 422     | 83                 | 259              | 80                   |